# Tapeigaster cinctipes
Tapeigaster cinctipes är en tvåvingeart som först beskrevs av Walker 1853.  Tapeigaster cinctipes ingår i släktet Tapeigaster och familjen myllflugor. Inga underarter finns listade i Catalogue of Life.